# 1717 en France
Chronologie de la France
- 1713
- 1714
- 1715
- 1716
- 1717
- 1718
- 1719
- 1720
- 1721

Cette page concerne l’année 1717 du calendrier grégorien.

## Événements
- 4 janvier : alliance défensive de La Haye entre la France, la Grande-Bretagne et les Provinces-Unies négocié entre l’abbé Dubois et Stanhope contre l'Espagne[1]. Pour s’assurer l’alliance britannique, le régent Philippe d’Orléans doit sacrifier la marine (son budget annuel passe de 22 à 8 millions de livres)[2]. Dans les ports maritimes, l’abandon du trafic américain et la concurrence britannique aux Antilles entraînent des faillites en chaîne.

- 3 février : Henri François d’Aguesseau devient chancelier de France[1] (fin en 1750). Sa nomination par le Régent Philippe d’Orléans consacre l’apogée du parti janséniste et de ses sympathisants. D’Aguesseau, le plus grand juriste français de l’époque, met en place une législation durable concernant les testaments, les fidéicommis, les registres paroissiaux, etc.
- 15 février : Villeroy devient gouverneur du roi Louis XV[3].

- 1er mars : quatre évêques jansénistes font une déclaration d’appel contre la constitution Unigenitus ; début du mouvement des appelants à un futur concile national[1].
- 4 mars : Adrienne Lecouvreur débute à la Comédie-française[4].
- 21 mars : déclaration établissant un droit sur les huiles étrangères à toutes les entrées du royaume. Les savonneries de Marseille en sont épargnées par la franchise du port[5].
- 26 mars : Dubois accède au Conseil des affaires étrangères[1].

- 7 mai-21 juin : visite du tsar Pierre Ier de Russie à Paris[6]. Un tableau le représente portant le petit Louis XV dans ses bras. Le 21 mai, le tsar est reçu au Palais du Luxembourg par la duchesse de Berry alors enceinte et qui s’est retirée au Château de la Muette (Paris) pour accoucher.
- 16 mai : Voltaire, accusé d’avoir rédigé des pamphlets contre le Régent, est emprisonné à la Bastille (fin le 14 avril 1718)[7].

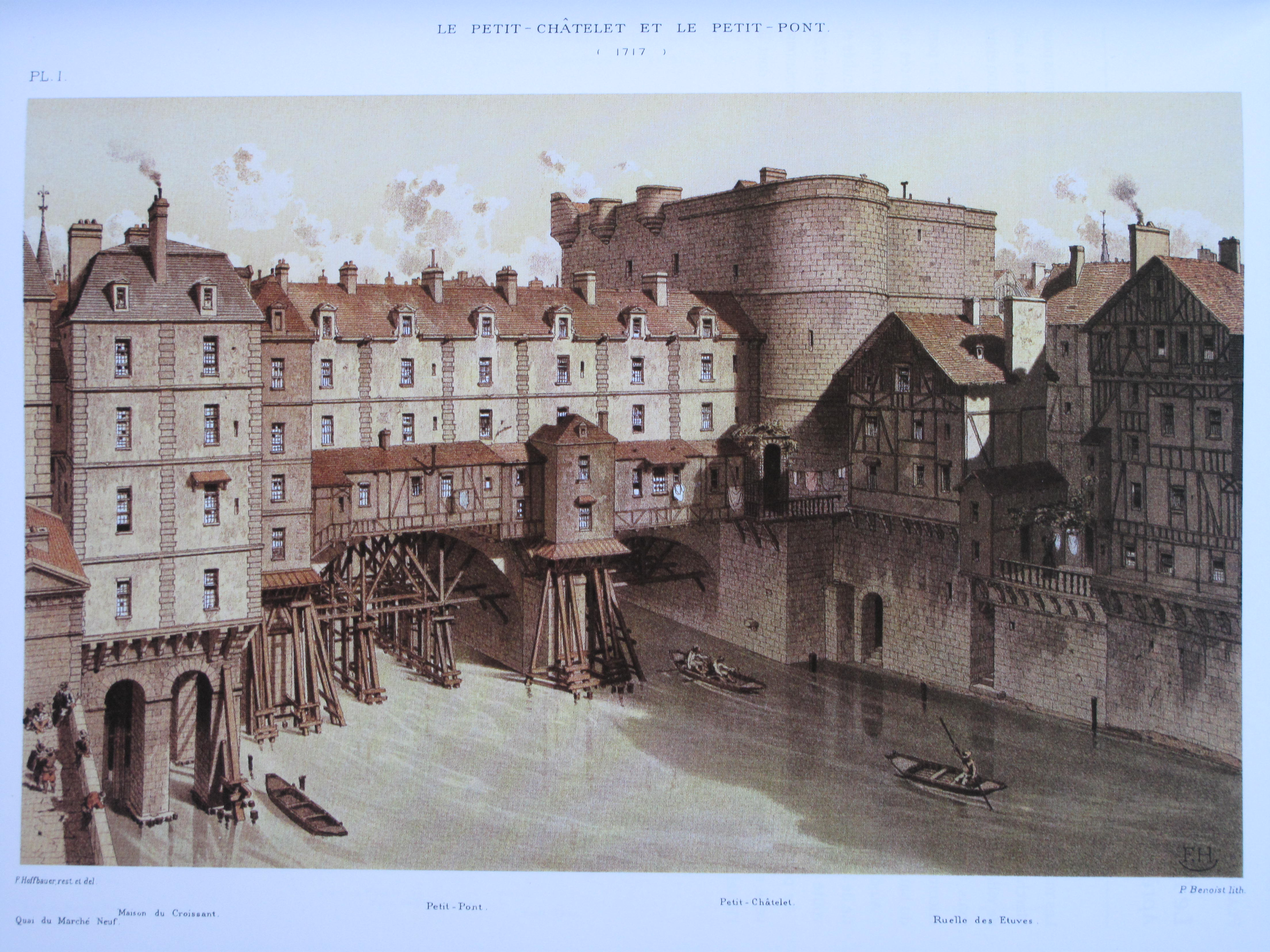
Le Petit-Pont entre l’île de la Cité et la rive gauche et le Petit Châtelet, vers 1717.

- Mai : la circulation accrue des billets provoque une dévaluation sauvage profonde qui atteint les titulaires des revenus fixes. L’abondance des liquidités pousse les endettés à rembourser leurs emprunts. Les taux d’intérêts tombent, ce qui atteint les rentiers et les prêteurs d’argent. Le Parlement de Paris, composé de rentiers, s’oppose au système de Law, tandis que la haute noblesse, fortement endettée, profite de la hausse des prix agricoles[8].
- 6 juin : le conseil de Régence décide l’achat du « Régent », un diamant de deux millions de livres à Pitt, leader de l’opposition britannique[9].

- 3 juillet : le Régent retire par un édit aux bâtards légitimés de Louis XIV le droit de succéder à la Couronne[10]. Cet acte est un triomphe pour le Parlement de Paris, les ducs et pairs et la maison de Condé. Le pouvoir du Régent est consolidé par la chute du duc du Maine.

- 4 août : traité de commerce franco-russe[11].
- 21 août : déclaration portant établissement d’une loterie pour le remboursement des billets d’État[12].
- 23 août : Law obtient la rétrocession des privilèges de la Compagnie de la Louisiane, cédée par le financier Antoine Crozat pour acquitter une dette vis-à-vis de l’État[13].
- Août : suppression de l’impôt du dixième[1].

- 6 septembre : création de la Compagnie française d’Occident, aux fins Coloniales[13].

- 7 octobre : par une déclaration royale, le Régent tente d’aboutir à un compromis avec la faction jansénisante de l’Église[1].